# 사회적 포르노
사회적 포르노(노르웨이어: sosialpornografi)는 노르웨이 등지에서 사용되는 용어로, 특히 사적이거나 비극적인 성격의 문제나 상황에서 사람들이 친밀한 방식으로 노출되는 저널리즘 유형을 설명하기 위해, (엿보기와 유사한) "보고 싶어하는" 욕구를 충족시키기 위한 오락의 한 형태로서 사용된다. 사회적 포르노는 오락 이외의 다른 목적이 없는 경우가 많고, 사생활 침해로 여겨질 수 있다. 이 용어는 특히 자신의 이익을 호하고 이러한 방식으로 자신이 언론에 노출되는 결과를 이해할 수 없는 사람들, 예컨대 어린이나 가난한 사람들에 관련하여 사용된다.
어떤 것이 사회적 포르노이고, 어떤 것이 뉴스 가치가 있는 것인지는 논란이 될 수 있다. 예를 들어 뉴스 보도는 미디어가 공개하거나 집중하기로 선택한 세부 사항에 따라 사회적 포르노로 넘어갈 수 있다. 때로는 테러 공격에 대한 언론의 보도가 테러에 대한 과도한 공포를 일으킬 수 있는 사회적 포르노의 성격을 가진다는 주장이 제기되었다.
일부 리얼리티 TV 쇼는 사회적 포르노로 간주된다.
심리학자들은 일부 "도움을 주는" TV 프로그램이 사회적 포르노에 가깝다고 말한다. 이러한 유형의 프로그램의 예는 참가자가 강박적인 사재기를 하거나 난처한 질병이나 경제적 어려움이 있는 경우를 들 수 있다.

## 같이 보기
- 감동 포르노
- 빈곤 포르노
- 선정주의